# Joanne Woodward

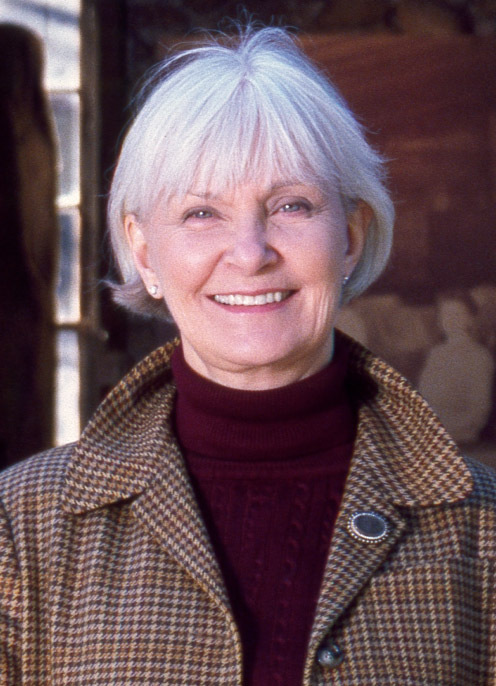
Joanne Woodward (cca. 2011)

Joanne Woodward (n. 27 februarie 1930, Thomasville⁠(d), Georgia, SUA) este o actriță americană de film laureată a premiului Oscar. A fost căsătorită cu actorul Paul Newman.

## Filmografie selectivă
- 1958 Lunga vară fierbinte (The Long, Hot Summer), regia Martin Ritt
- 1972 Efectul razelor gamma asupra crăițelor (The Effect of Gamma Rays on Man-in-the-Moon Marigolds), regia Paul Newman
- 1959 L'urlo e la furia (The Sound and the Fury), regia Martin Ritt
- 1960 Orfeu în infern (The Fugitive Kind), regia Sidney Lumet